# Benjamin Griveaux

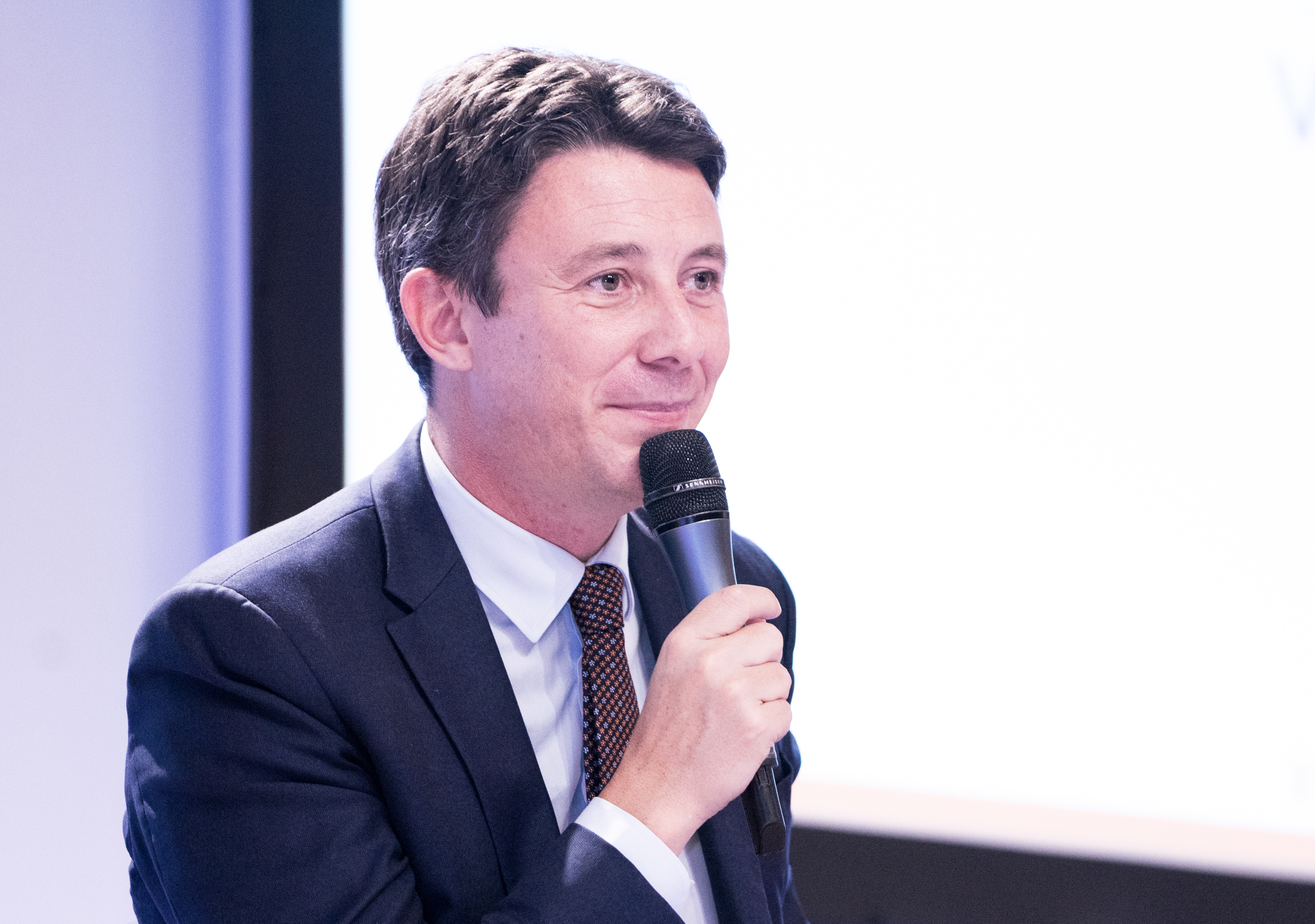
Benjamin Griveaux

Benjamin Blaise Griveaux (Saint-Rémy, 29 december 1977) is een Frans politicus.

## Levensloop
Benjamin Griveaux is de zoon van een notaris en een advocate. Hij behaalde zijn diploma's bij Sciences Po Paris (1999) en bij de École des hautes études commerciales de Paris (HEC).
Hij betoonde belangstelling voor de politiek, in het kielzog van Michel Rocard en Dominique Strauss-Kahn en trad toe tot de denktank À gauche en Europe, waar hij algemeen vertegenwoordiger van werd. Van 2003 tot 2007 was hij adviseur bij Dominique Strauss-Kahn. In 2012 werd hij kabinetslid bij Marisol Touraine, de minister van Gezondheid. In 2014 werd hij directeur van de communicatie bij Unibail-Rodamco.
Hij werd raadslid in zijn gemeente en in de departementsraad. Hij werd vervolgens vicevoorzitter van de algemene raad voor Saône-et-Loire en van de agglomeratieraad voor de Grand-Chalon (2008-2014), belast met de economische ontwikkeling en stedenbouw, en vicevoorzitter van de Parti socialiste. Hij was ook adviseur van de Stichting Jean-Jaurès voor de sociale problematiek. Na tien jaar actief te zijn geweest verliet hij de Parti socialiste, die naar zijn mening onvoldoende was aangepast aan de nieuwe tijd.

## Bij La République en marche
Eind 2015 werd hij, dankzij Ismaël Emelien, medewerker van Emmanuel Macron en hij was een van de medestichters van de beweging En Marche. Hij werd de voornaamste woordvoerder van de beweging, belast met de tegenaanvallen.
Voor de wetgevende verkiezingen van juni 2017 was hij kandidaat in Parijs.
Hij werd op 18 juni 2017 verkozen tot parlementslid met 56,27 % van de stemmen.
Hij werd in de media beschouwd als dé kandidaat om in juli 2017 de voorzitter te worden van de tot politieke partij omgevormde La République en marche, en om voor En Marche bij de Parijse gemeenteraadsverkiezingen van 2020 het burgemeesterschap van Parijs te ambiëren.
Op 21 juni 2017 werd Griveaux benoemd tot staatssecretaris, toegevoegd bij de minister van Economie en Financiën in de regering-Philippe II.
In november 2017 werd hij benoemd tot staatssecretaris, toegevoegd bij de eerste minister, als woordvoerder van de regering.
Op 27 maart 2019 nam hij ontslag als lid van de regering-Philippe, om zich voor te bereiden op de gemeenteraadsverkiezingen van 2020. Griveaux raakte in opspraak toen de Russische kunstenaar Piotr Pavlenski op 12 februari 2020 een video-opname met een seksueel karakter publiceerde die de gehuwde Griveaux aan een jonge vrouw had gemaild. Twee dagen later trok hij zich terug als kandidaat. Hij werd op 16 februari opgevolgd door Agnès Buzyn, die in de eerste ronde van de verkiezingen bleef steken.

## Publicaties
- Les Élites, Dalloz-Sirey, 2007
- Salauds de pauvres ! Pour en finir avec le choix français de la pauvreté, Fayard, 2012[11]